# Brachygobius xanthomelas
Brachygobius xanthomelas е вид бодлоперка от семейство Попчеви (Gobiidae). Видът не е застрашен от изчезване.

## Разпространение
Разпространен е в Индонезия (Калимантан), Малайзия (Западна Малайзия, Сабах и Саравак) и Сингапур.

## Описание
На дължина достигат до 2 cm.